# كيسوكي أوتا (لاعب كرة قدم مواليد 1979)
كيسوكي أوتا (باليابانية: 太田 恵介) (24 أبريل 1979 في شيزوكا في اليابان – )؛ هو لاعب كرة قدم ياباني سابق كان يلعب كمهاجم.

## وصلات خارجية
- كيسوكي أوتا على موقع رابطة كرة القدم اليابانية للمحترفين (اليابانية)
- كيسوكي أوتا على موقع قاعدة بيانات كرة القدم.إي يو (الإنجليزية)